# Œillets et clématites dans un vase de cristal
Œillets et clématites dans un vase de cristal est un tableau réalisé par le peintre Édouard Manet en 1882.

## Historique
Probablement peinte en juillet 1882 à Rueil, cette œuvre appartient à la série de natures mortes, composées principalement de bouquets de fleurs, que Manet réalise à la fin de sa vie.
Le tableau est exposé au musée d'Orsay à Paris depuis 1986.

## Analyse
Manet y démontre une virtuosité particulièrement maîtrisée, notamment par un travail minutieux sur les détails, au service d'une sensibilité exacerbée par la progression de la maladie qui l'emportera.

## Parcours de l'œuvre
Ce tableau fait partie des œuvres récupérées après la Seconde Guerre mondiale. Il est confié à la garde des musées nationaux français par l'Office des biens et intérêts privés en 1951.  Il est classé Musées Nationaux Récupération (liste Rose-Valland-MNR). Après avoir été conservé au Louvre, puis au musée d'Orsay, il est confié au Musée Fabre en 2023.